# (16258) Willhayes
(16258) Willhayes (2000 JP13) – planetoida z grupy pasa głównego asteroid okrążająca Słońce w ciągu 3,88 lat w średniej odległości 2,47 j.a. Odkryta 6 maja 2000 roku.